# Dorfkirche Semlow

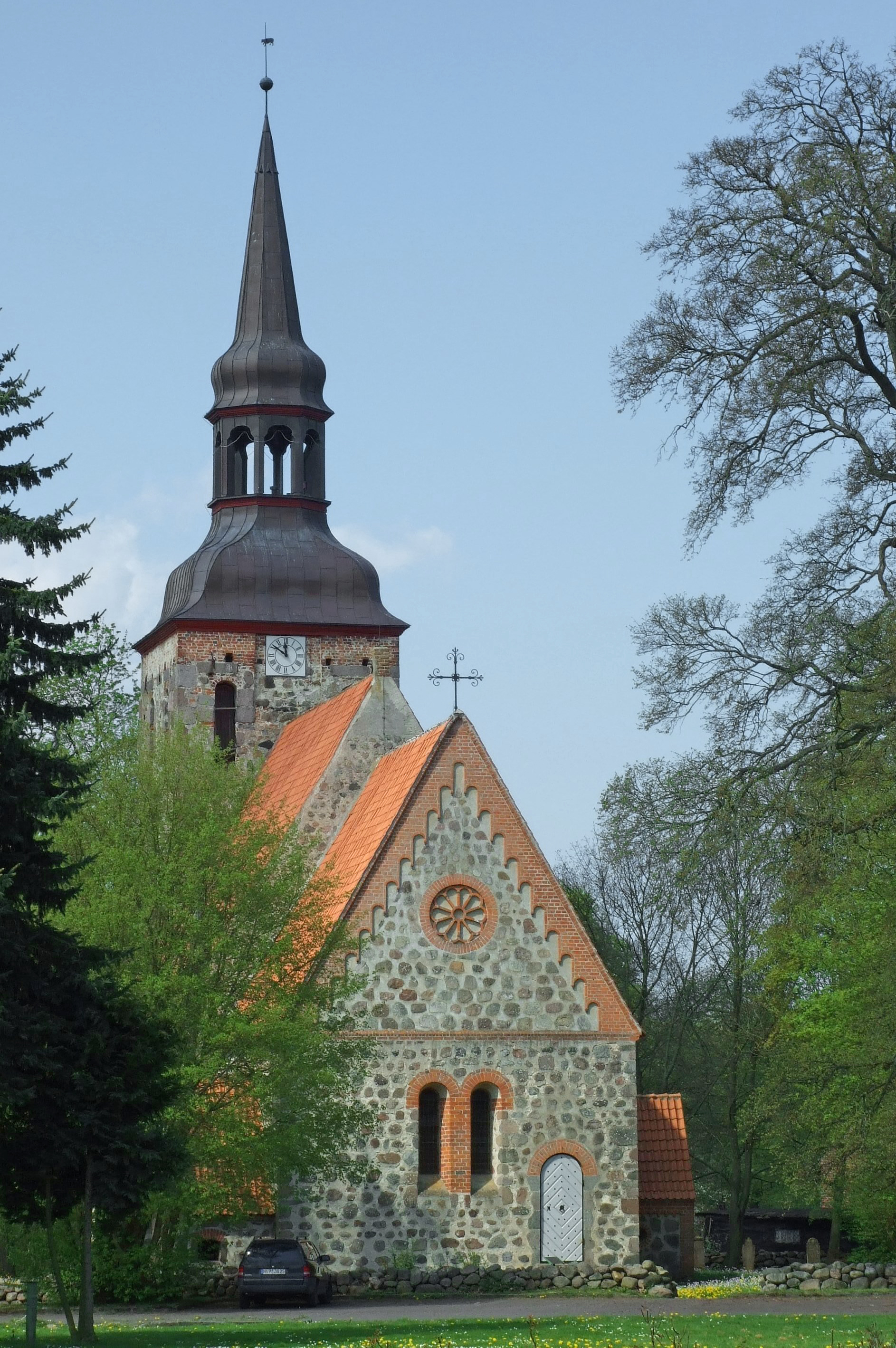
Dorfkirche

Die Dorfkirche Semlow ist eine aus dem Anfang des 13. Jahrhunderts stammende Dorfkirche in der vorpommerschen Gemeinde Semlow und gehört zu den ältesten Feldsteinkirchen im unteren Recknitztal.

## Baugeschichte
Um 1190 wurde mit dem Bau des Chores der heutigen Kirche begonnen. Vollendet wurde sie um 1220. Auch der Westturm wurde in dieser Zeit begonnen. Er erhielt 1790 ein Turmobergeschoss mit geschweifter Haube, deren Spitze von einer Wetterfahne in Form eines Bären gekrönt ist. Die Kupfereindeckung erfolgte während der umfassenden Sanierung der Kirche seit 1996.
Carl Julius Milde wurde 1860 durch Graf Ulrich von Behr-Negendank beauftragt, die komplette Neuausmalung des Innern der Kirche durchzuführen. In den 1861 bis 1863 ausgeführten Arbeiten wurden auch die Holz-Kassettendecke, die Emporen, die Taufe von 1576 und die Glasfenster mit einbezogen.
Sehenswert ist auch das Kirchhofsportal in Backstein mit spitzbogiger Durchfahrt, errichtet Ende des 15., Anfang des 16. Jahrhunderts.

### Äußeres
Die Kirche ist ein frühgotischer, einschiffiger Feldsteinbau mit eingezogenem quadratischen Chor und Südsakristei sowie quadratischem Westturm, ursprünglich mit Satteldach. Am Turm sind auf einigen Putzstellen noch Fugenritzungen und rote Fugenbemalung  sowie weißes Fugenband erkennbar.
An der Westseite des quadratischen Kirchturmes, der ein voll funktionierendes Uhrwerk von 1856 besitzt, erinnert ein großer Inschriftstein an die Erneuerung der Kirche im 19. Jahrhundert und deren Förderer, Ulrich Graf von Behr-Negendank. Am Ostgiebel wurde 1861 eine Blendrosette und steigender Rundbogenfries in Backstein hinzugefügt, gleichzeitig erfolgte der nördliche Anbau.
Am Kirchenschiff schmale Rundbogenfenster in Backstein, am Chor paarweise angeordnet.

### Inneres

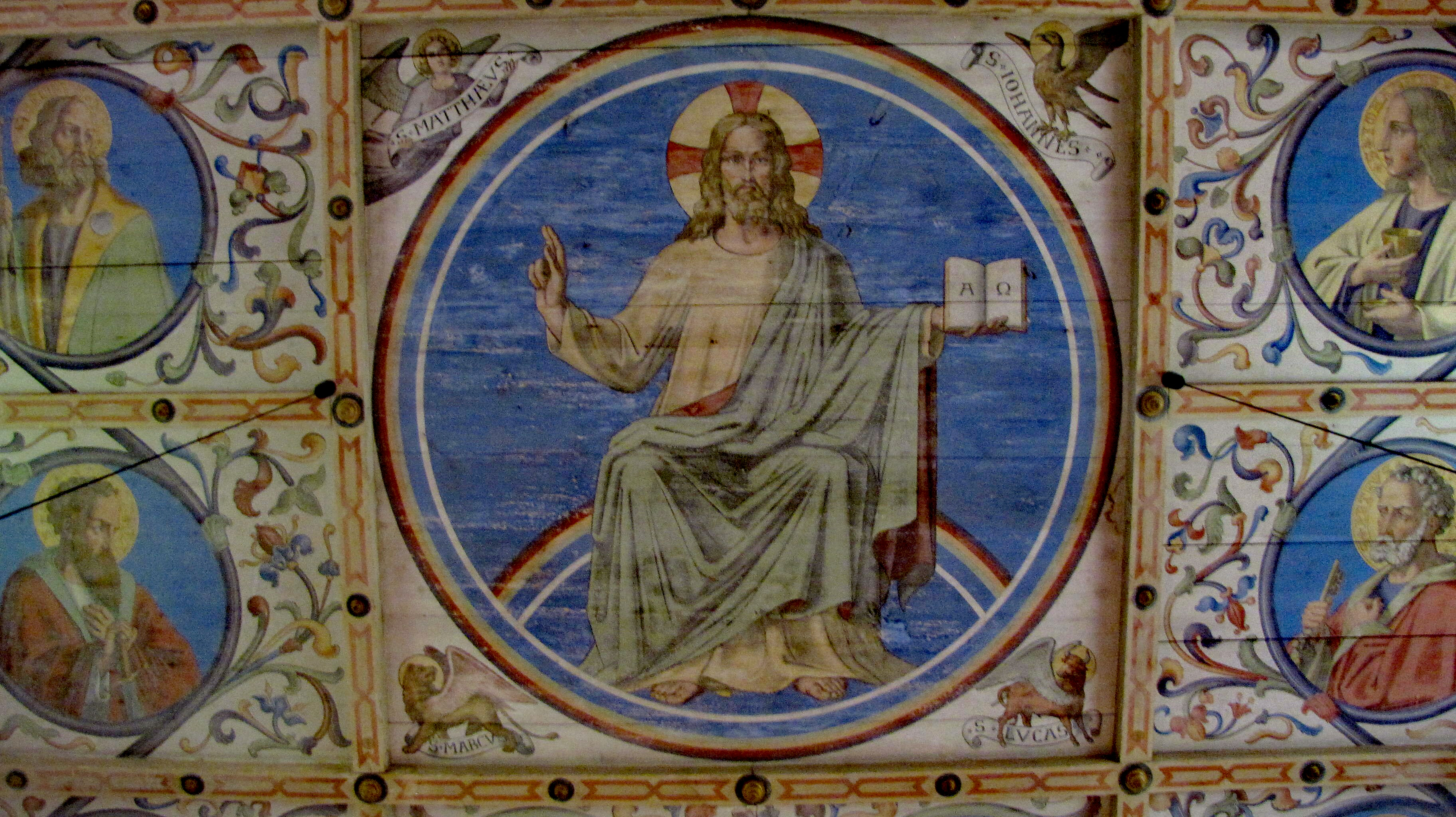
Deckenmalerei: Maiestas Domini (1860)

Im Innern ist der Chor mit kuppeligem Kreuzgratgewölbe durch spitzbogigen Triumphbogen zum flachgedeckten Schiff hin geöffnet. Nach der 1857 erfolgten Kirchensanierung wurden von 1861 bis 1863 durch den Lübecker Maler, Glasmaler und Restaurator Carl Julius Milde im Schiff qualitätsvolle spätnazarenische Wand- und Deckenmalereien ausgeführt und ist heute noch vollständig erhalten. An den Wänden gemalte Arkaden mit alttestamentlichen Szenen und Einzelfiguren, in der oberen Wandzone thronende Erzengel, an der Westwand musizierende Engelpaare, in der Triumphbogenlaibung Medaillons der Propheten und Johannes des Täufers. An der Holz-Kassettendecke das Jüngste Gericht. Die Halbfigurenportraits von pommerschen Missionaren und Reformatoren von 1863 werden auch Milde zugeschrieben.
Reste der von Milde geschaffenen Chorfenster mit Glasmalereien wurden 1952 ausgebaut und durch Blankverglasungen ersetzt. 1998 erfolgte eine Inventarisation und fachgerechte Deponierung durch die Firma Reinhard Kuhl aus Potthagen mit finanzieller Unterstützung der Kölner Dombauverwaltung. Die farbig angelegten Entwurfskartons zu den Buntglasfenstern werden heute bei dem Nachlass Mildes im St.-Annen-Museum der Hansestadt Lübeck aufbewahrt.
Im Rahmen eines Projektes der Deutschen Bundesstiftung Umwelt in enger Zusammenarbeit mit dem Landesamt für Naturschutz und dem Staatlichen Amt für Umwelt und Natur konnte das Landesamt für Kultur und Denkmalpflege in Mecklenburg-Vorpommern nach dreijähriger Umlagerung der Fledermäuse in Ersatzquartiere in den Kirchturm 1999 mit der Sicherung der feuchtegeschädigten und salzbelasteten Wandmalereien beginnen. Erste Konservierungs- und Restaurierungsabschnitte wurden 2002 abgeschlossen. Bis 2012 wurden weitere Restaurierungen mit Unterstützung durch die Deutsche Stiftung Denkmalschutz an Turm, Chor und Wandmalereien durchgeführt. In den Jahren 2017/18 wurden die wertvollen Epitaphien restauriert.

### Ausstattung
Zu den bemerkenswerten Ausstattungen der Kirche gehören weiter das Kruzifix mit geschnitzten Evangelistensymbolen aus der zweiten Hälfte des 15. Jahrhunderts über dem Triumphbogen, das Tauf- und zugleich Lesepult auf dreibeinigem Volutenfuß, 1727 von Elias Keßler geschaffen sowie die Grabdenkmäler der Familie Behr. Das Holzepitaph mit Büste in aufwendiger Rahmung für Christoph von Behr († 1706) fertigte D. Hartich aus Rostock.

#### Altar
Der Altaraufsatz aus Holz wurde 1723 von Elias Keßler aus Stralsund gefertigt. Der dreigeschossige Säulenaufbau mit den drei Reliefs übereinander, dem Abendmahl, die Kreuzigungsgruppe und das Auge Gottes in der Strahlenglorie werden durch die seitlichen Schnitzfiguren Mose und Arion und im Aufsatz durch Christus, Johannes der Täufer und Posaunenengel vervollständigt. Die Patronatsempore von 1595 wurde durch den späteren Einbau des Altaraufsatzes mittig verdeckt. In den Brüstungsfeldern befinden sich Wappen der Familie von Behr-Negendank.

#### Kanzel
Die Kanzel von 1590 mit kannelierten Säulen, Engelsköpfchen und Reliefs, Aufrichtung der Ehernen Schlange, Christus mit der Siegesfahne, Johannes der Täufer und Paulus. Auf dem Schalldeckel befindet sich eine bärtige männliche Figur.

#### Taufe
Die achtseitige kelchförmige Holztaufe von 1575 hatte Carl Julius Milde 1863 neu gefasst, an der Kuppa die vier gemalten auf die Taufe bezogene Szenen und das Wappen der Familie von Behr.

#### Orgel
Die Orgel mit schlichtem, dreiteiligen Prospekt wurde 1913 durch Karl Barnim Theodor Grüneberg erbaut und 1999 wiederhergestellt.

#### Grabdenkmäler
Drei Grabdenkmäler der Familie von Behr sind vorhanden.
Das Wandgrab aus Sandstein für Adam von Behr († 1599) und Ilse von Krakewitz († 1612) fertigte Anfang des 17. Jahrhunderts wohl Claus Midow. Über einer Tumba mit den annähernd lebensgroßen Liegefiguren der Verstorbenen der epitaphähnliche Aufbau mit Reliefdarstellung der Verstorbenen unter dem Kruzifix.
Das Grabmal aus Sandstein für deren Sohn Christoph von Behr († 1638) und Hedwig von Ribbeck fertigte Claus Midow bereits 1605. Es steht mittig der Chorsüdwand unter Einbeziehung der Zweifenstergruppe in den prächtigen architektonischen Aufbau in Renaissanceformen, die Verstorbenen als vollplastische lebensgroße Gestalten am Gebetpult kniend. Darüber befindet sich am Fensterpfeiler ein Auferstehungsrelief und an den Fensterlaibungen Wappen sowie die Wandfiguren von Petrus und Paulus.
Das barocke Holzepitaph für Christoph von Behr († 1706) mit der Büste in aufwendiger Rahmung fertigte D. Hartich aus Rostock.

#### Glocken
Der Kirchturm sind noch drei Glocken vom Ende des 14. Jahrhunderts, von 1467 mit Inschrift: help. got. vnbe. maria. m. ccc. (1467) und von 1611.

## Gemeinde
Die evangelische Kirchgemeinde Semlow ist mit der Kirchengemeinde Eixen-Leplow-Behrenwalde verbunden und gehört seit 2012 zur Propstei Stralsund im Pommerschen Evangelischen Kirchenkreis der Evangelisch-Lutherischen Kirche in Norddeutschland. Vorher gehörte sie zum Kirchenkreis Stralsund der Pommerschen Evangelischen Kirche.